# Joseph Marrast
Pour les articles homonymes, voir Marrast.
Joseph Marrast (9 juillet 1881 à Paris - 26 septembre 1971 à Brémontier-Merval) est un architecte français. Dessinateur brillant, il commence très jeune sa carrière dans l'équipe d'architectes qui, sous la direction d'Henri Prost, édifie les principaux bâtiments civils de Casablanca. De retour à Paris il y exerce jusqu'en 1971. Il est cofondateur de l'Académie d'Architecture et en est le premier président en 1953.
Il est le frère du chef d'orchestre Walther Straram.

## Biographie
Petit-fils d'Armand Marrast (1801-1852) et frère du chef d'orchestre Walther Straram (1876-1933),.
Reçu au concours d’entrée de l’École des beaux-arts en 1900, il intègre l’atelier de Marcel Lambert en 1902, et obtient son diplôme en 1907. Lors de la Première Guerre mondiale, il rejoint le Maroc à demande d’Henri Prost. Il conçoit notamment le palais de justice et la place de France (actuellement place Mohammed-V) à Casablanca.
De retour en France Joseph Marrast ouvre sa propre agence à Paris. À cette époque, ses clients sont essentiellement ceux de l’architecte Félix Julien, chez qui il a fait ses premières armes, comme en témoignent les différents projets pour Roger et Gallet, ou des personnes résidant av. Victor Hugo (Paris 16e) : l’architecte, qui habite cette avenue, effectue, par relation de voisinage, de petits chantiers d’aménagement pour des particuliers qui lui offriront ensuite des chantiers plus importants (épicerie de luxe Corcellet).
L’église Saint-Louis de Vincennes est le premier grand projet de l’architecte, qui remporte le concours en 1912, en association avec Jacques Droz. Joseph Marrast fait travailler dans ses édifices le sculpteur sur ciment Carlo Sarrabezolles, ou le ferronnier d'art Raymond Subes.
Entre les deux guerres, Joseph Marrast enchaîne les chantiers d’envergure comme l’immeuble de logements du « Carrefour Curie » en 1932, à l’extrémité du Pont-Neuf. Cet édifice, en face du magasin de la Samaritaine édifié par Henri Sauvage en 1930, permet une compréhension, de part et d'autre du Pont-Neuf, des débats architecturaux de ce siècle.
Joseph Marrast édifie aussi le siège de la Banque nationale pour le commerce et l’industrie (BNCI, aujourd’hui BNP-Parisbas) en 1928, et aménage les ambassades de France à Varsovie et à Berlin au début des années trente. L’architecte compte parmi ses clients fidèles la banque Dupont et la compagnie Air France, dont il concevra notamment le logo.
Parallèlement, Joseph Marrast participe aux grandes Expositions parisiennes. Après la réalisation d’un jardin architecturé Cours-la-Reine pour l’exposition des Arts décoratifs de 1925, il reçoit la commande d’autres jardins pour des particuliers. Il participe au concours pour la transformation du palais de Chaillot pour l’Exposition universelle de 1937.
Pendant la Seconde Guerre mondiale, les commandes se font rares. Marrast profite de cette période pour mettre en forme ses idées sur l’urbanisme dans un ouvrage qui restera inédit ("L’urbaniste devant sa tâche").
Après la guerre, il devient inspecteur général de la reconstruction en Normandie et conduit la reconstruction des établissements de l’institution du Bon Sauveur à Saint-Lô. Joseph Marrast fut architecte des bâtiments civils et palais nationaux (ACBCPN), et assura l’entretien et des interventions sur plusieurs théâtres (Fontaine, Saint-Georges, etc.) mais surtout sur l'Opéra Garnier, Le théâtre des Champs-Élysées et celui de la Comédie-Française.
La fin des années soixante marque la fin de sa carrière et la reprise de l'agence par son fils Jacques Marrast.
Très présent dans le milieu architectural de 1920 à 1960, il est largement publié, actif à l'Ordre des Architectes dès sa création, et cofondateur de l’Académie d’architecture en 1953, dont il deviendra le premier président.

## Principales réalisations
- Le palais de justice et la place de France (actuelle place Mohammed V) à Casablanca, Maroc (pour le cabinet Henri Prost)
- 1922 : immeuble de logements dit "Carrefour Curie" à l'extrémité sud du pont Neuf, Paris 6e avec le sculpteur Carlo Sarrabezolles
- 1924 : église Saint-Louis de Vincennes avec Jacques Droz
- 1927-1929 : parc Boussard à Lardy (91510), jardin privé réalisé pour Henri Boussard, aujourd'hui jardin public
- 1931 : siège de la BNP-Paribas (16 boulevard des Italiens Paris 9e) immeuble monumental Art déco au courant babylonien
- 1943-1945 : intervention sur le mobilier et les aménagements intérieurs de l'hôtel de Girancourt (Rouen)